# Condado de Lincoln (Misuri)
El condado de Lincoln (en inglés: Lincoln County), fundado en 1818, es uno de 114 condados del estado estadounidense de Misuri. En el año 2006, el condado tenía una población de 50,123 habitantes y una densidad poblacional de 30 personas por km². La sede del condado es Troy. El condado recibe su nombre en honor al General Benjamin Lincoln.

## Geografía
Según la Oficina del Censo, el condado tiene un área total de 1659 km² (640,5 mi²), de la cual 1633 km² (630,5 mi²) es tierra y 26 km² (10,0 mi²) (1.55%) es agua.

### Condados adyacentes
- Condado de Pike (norte)
- Condado de Calhoun, Illinois (este)
- Condado de St. Charles (sureste)
- Condado de Warren (suroeste)
- Condado de Montgomery (oeste)

## Demografía
Según la Oficina del Censo en 2000, los ingresos medios por hogar en el condado eran de $42,592, y los ingresos medios por familia eran $47,747. Los hombres tenían unos ingresos medios de $35,564 frente a los $23,270 para las mujeres. La renta per cápita para el condado era de $17,149. Alrededor del 8.30% de la población estaban por debajo del umbral de pobreza.

## Transporte

### Carreteras principales
- U.S. Route 61
- Ruta 47
- Ruta 79

## Localidades
| - Cave - Chain of Rocks - Corso - Elsberry | - Foley - Fountain N' Lakes - Hawk Point - Moscow Mills | - Old Monroe - Olney - Silex - Troy | - Truxton - Whiteside - Winfield |